# Rila Fukushima
Rila Fukushima (福島 リラ, Fukushima Rira) (Kyushu, 16 de janeiro de 1989) é uma atriz e modelo japonesa.
Originalmente na tentativa de garantir uma posição como um agente de modelo em uma agência de Tóquio, ela foi convencida a tentar modelagem em vez disso. Sua carreira inclui trabalhos com uma infinidade de rótulos e marcas em várias campanhas publicitárias na mídia impressa e filmes. Fukushima também estrelou o filme de 2013 Wolverine como o segundo papel principal Yukio e, em 2014, ela aparece no drama Taiga Gunshi Kanbei como Omichi.
Em agosto de 2014, foi relatado que Fukushima substituiria atriz Devon Aoki no papel de Tatsu Yamashiro para a terceira temporada de The CW show de televisão Arrow. Em 2015, ela se juntou ao elenco da série da HBO Game of Thrones na Season 5 como uma Sacerdotisa vermelha em Volantis.

## Filmografia

### Televisão
| Ano  | Título            | Papel                  |
| ---- | ----------------- | ---------------------- |
| 2014 | Gunshi Kanbei     | Omichi                 |
| 2014 | The Long Goodbye  | Lily                   |
| 2014 | Arrow             | Tatsu Yamashiro/Katana |
| 2015 | Game of Thrones   | Red Priestess          |
| 2017 | Million Yen Women | Minami Shirakawa       |
| 2018 | Blindspot         | Akiko                  |

### Cinema
| Ano  | Título                           | Papel                     |
| ---- | -------------------------------- | ------------------------- |
| 2010 | Karma: A Very Twisted Love Story | Rei                       |
| 2013 | The Wolverine                    | Yukio                     |
| 2014 | Twilight Sasarasaya              | Erica                     |
| 2015 | Gonin Saga                       | Yoichi                    |
| 2015 | Warrior                          | Tasu                      |
| 2016 | Terra Formars                    | Sakakibara                |
| 2017 | Ghost in the Shell               | Geisha de túnica vermelha |
| 2019 | Listen to the Universe           | Jennifer Chang            |